# Іон-Некулче
Іон-Некулче (рум. Ion Neculce) — село у повіті Ясси в Румунії. Входить до складу комуни Іон-Некулче.
Село розташоване на відстані 316 км на північ від Бухареста, 40 км на захід від Ясс.

## Населення
За даними перепису населення 2002 року у селі проживала 201 особа, усі — румуни. Усі жителі села рідною мовою назвали румунську.